# Bransdale West Side
Bransdale West Side var en civil parish från 1866 till 1934 då den blev en del av Bransdale, i grevskapet North Riding of Yorkshire (nu North Yorkshire), i England. Civil parish var belägen 15 km från Stokesley och hade 49 invånare år 1931.